# Balwantrai Mehta

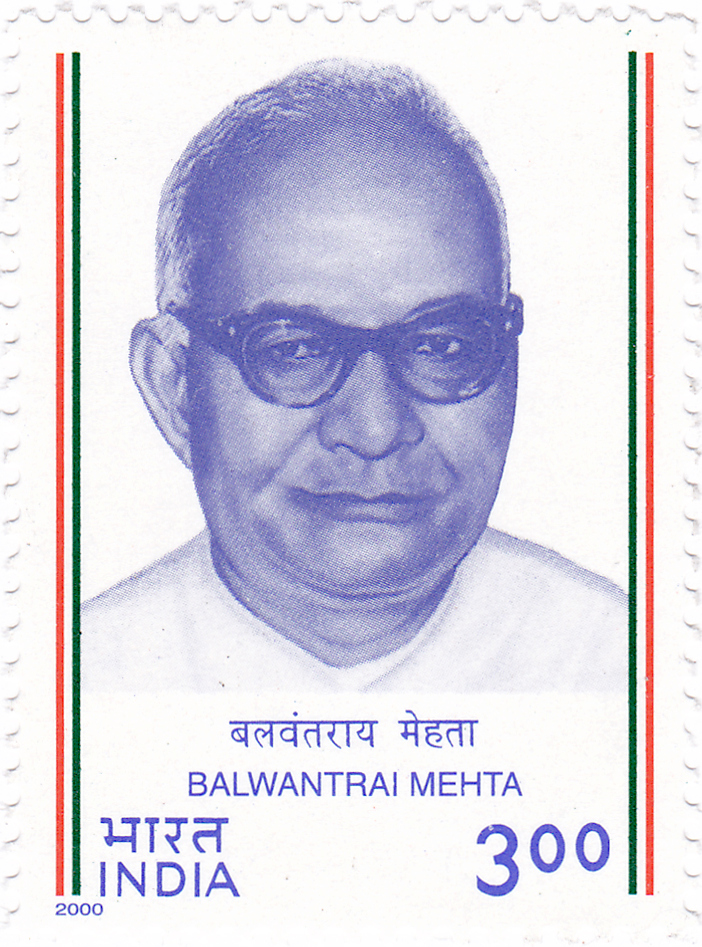
Balwantrai Mehta

Balwantrai Gopalji Mehta (Gujarati: બળવંતરાય મહેતા; * 19. Februar 1899 in Bhavnagar, Fürstenstaat Bhavnagar, Britisch-Indien, heute: Gujarat; † 19. September 1965 im Distrikt Kachchh, Indien) war ein indischer Politiker des Indischen Nationalkongresses (INC), der unter anderem zwischen 1952 und 1962 als Mitglied der Lok Sabha, der Ersten Kammer des Indischen Parlaments (Bhāratīya Saṃsad), angehörte sowie von 1963 bis zu seinem Tode 1965 Chief Minister von Gujarat war. Er starb beim Abschuss seines Flugzeugs durch die pakistanischen Luftstreitkräfte über dem Großen Rann von Kachchh während des Zweiten Indisch-Pakistanischen Krieges.

## Leben

### Journalist, Unabhängigkeitskämpfer und Minister
Mehta, Sohn von Gopaljee Tribhuvandas Mehta, absolvierte seine Ausbildung am Samaldas College in Bhavnagar sowie am Gujarat Arts & Science College in Ahmedabad und erwarb dort einen Bachelor of Arts (B.A.) ab. Er war danach als Journalist tätig und war zwischen 1923 und 1926 Mitglied des Geschäftsführungsausschusses von Bhavnagar. 1927 trat er als Mitglied der Servants of the People Society bei, einer 1921 von Lala Lajpat Rai gegründeten Sozialorganisation, und fungierte zwischen 1928 und 1935 als Generalsekretär der Volkskonferenz der allindischen Staaten (All-India States Peoples Conference). Er unterstützte Mohandas Karamchand Gandhi im Kampf für Indiens Unabhängigkeit und wurde innerhalb von sieben Jahren achtmal verhaftet. 1940 wurde er Mitglied des Zentralkomitees der Kongresspartei AICC (All India Congress Committee) und gehörte diesem bis 1957 an. Er fungierte zwischen Januar und Februar 1943 kurzzeitig als Premierminister des Fürstenstaates Bhavnagar.
Er war später zwischen 1946 und 1948 Vizepräsident der All-India States Peoples Conference sowie Präsident des Stadtrates (Praja Parishad) von Bhavnagar. Er gehörte zwischen 1946 und 1948 der Legislativversammlung des Fürstenstaates Bhavnagar als Mitglied an und war dort vom 15. September 1946 bis zum 15. Januar 1948 dortiger Oppositionsführer. Nach der Unabhängigkeit Indiens vom Vereinigten Königreich am 15. August 1947 wurde Mehta Mitglied der Verfassungsgebenden Versammlung Indiens, der er bis 24. Januar 1950 angehörte. Nachdem am 15. August 1947 Bhavnagar Mitglied des Staatenbundes Saurashtra wurde und am 15. Februar 1948 den Anschluss an Indien vollzog, wurde Mehta zunächst Mitglied der Konstituierenden Versammlung und war danach zwischen 1949 und 1952 Mitglied der Legislativversammlung von Saurashtra. 1948 wurde er von Chief Minister Uchharangray Navalshankar Dhebar in die Staatsregierung von Saurashtra berufen, und fungierte dort bis 1950 als stellvertretender Chief Minister sowie als Minister für Eisenbahn, Häfen, politische Angelegenheiten, Zölle, Konsumgüter, Kommunale Selbstverwaltung, Post, Fernmeldewesen, Straßenverkehr, Zusammenarbeit und benachteiligte Klassen, ehe er 1950 Bildungsminister war. Zugleich war von 1948 bis 1949 Mitglied des Arbeitsausschusses des AICC und zwischen 1950 und 1952 Sekretär der Kongresspartei in Gujarat.

### Mitglied der Lok Sabha und Chief Minister von Gujarat
Bei der Parlamentswahl 1951 bis 1952 wurde Mehta für den Indischen Nationalkongresses (INC) erstmals zum Mitglied der Lok Sabha gewählt, der Ersten Kammer des Indischen Parlaments (Bhāratīya Saṃsad), und vertrat dort nach seiner Wiederwahl bei der Parlamentswahl zwischen dem 24. Februar und dem 15. März 1957 bis zur Parlamentswahl vom 19. bis 25. Februar 1962 den Wahlkreis Bombay-Gohilwad. Zugleich war er zwischen 1952 und 1957 erneut Mitglied des Arbeitsausschusses des AICC sowie in Personalunion Präsident der Kongresspartei in Gohilwad. Er war ferner zwischen 1954 und 1955 Generalsekretär des INC und von 1955 bis 1957 mit kurzer Unterbrechung sowie erneut 1962 Vorsitzender des Schatzausschusses der Lok Sabha. 1957 wurde er Vizepräsident der Servants of the People Society.
Am 18. September 1963 wurde Mehta Nachfolger seines Parteifreundes Jivraj Mehta als Chief Minister von Gujarat. Diesen Posten hatte er bis zu seinem Tode bei einem Abschuss seines Flugzeugs durch die pakistanischen Luftstreitkräfte über dem Distrikt Kachchh in der Indisch-Pakistanische Grenzregion am 19. September 1965 inne. Danach wurde der Bundesstaat zunächst im Rahmen der Präsidialregierung (President’s rule) von Staatspräsident S. Radhakrishnan regiert, ehe am 1. Oktober 1965 Hitendra Kanaiyalal Desai neuer Chief Minister von Gujarat wurde.
46 Jahre nach dem Flugzeugabschuss äußerte der Pilot des involvierten pakistanischen Kampfflugzeuges öffentlich schriftlich sein Bedauern und seine Anteilnahme gegenüber den Hinterbliebenen der damals Getöteten.
Mehta war seit 1936 mit Sarojbahen verheiratet und Adoptivvater eines Sohnes.